# ZBD-04
Der ZBD-04 (alternative Bezeichnungen Typ 04 und WZ-502) ist ein chinesischer Schützenpanzer, der seit den späten 1990er-Jahren von Norinco hergestellt wird und mit dem Beginn der 2000er-Jahre beim Heer der Volksbefreiungsarmee eingeführt wird.

## Geschichte
Die Volksrepublik China verfolgte lange Zeit das Ziel, einen Schützenpanzer zu entwickeln, der über eine ausreichende Feuerkraft und Mobilität verfügen sowie einen guten Schutz der Insassen garantieren sollte. In den 1980er-Jahren führte dies zum WZ501 (Typ 86), der im Wesentlichen eine Kopie des sowjetischen BMP-1 darstellte. Da der BMP-1 damals schon als veraltet galt, wurde der WZ501 von der chinesischen Führung nur als Zwischenlösung klassifiziert. Es wurde die Entwicklung eines modernen Schützenpanzers beschlossen, was zum ZBD-04 (Typ 04) führte, der äußerlich am russischen Schützenpanzer BMP-3 angelehnt ist.
In ersten Planungen lief er unter dem Namen ZBD97. Die Rechte für grundlegende Technik dieses Schützenpanzers sind 1997 erworben worden.

## Technik
Im Gegensatz zum BMP-3 befindet sich der Dieselmotor des ZBD-04 im Frontbereich des Panzers. Dies birgt den Vorteil, dass die mitgeführten Truppen im Heck des Fahrzeugs untergebracht sind und somit das Fahrzeug über eine Hecktür oder über Dachluken verlassen können. Es können zusätzlich zur Drei-Mann-Besatzung sieben Soldaten im Schützenpanzer transportiert werden. Zur Ausstattung zählt zudem ein passives Nachtsichtgerät.

Über die Motorisierung ist relativ wenig bekannt; es soll sich um einen wassergekühlten Dieselmotor handeln. Der ZBD-04 ist amphibisch, der Antrieb im Wasser erfolgt mit zwei Pump-Jet-Propellern. Zudem muss zum Schwimmen des Panzers ein Schwallbrett an der Vorderseite montiert werden. Der ZBD-04 ist der erste chinesische Schützenpanzer, der voll amphibisch ist und längere Strecken im Wasser schwimmend zurücklegen kann. Somit kann das Fahrzeug bei amphibischen Landungsoperationen eingesetzt werden.

## Bewaffnung
Das Chassis des ZBD-04 stammt aus chinesischer Produktion, wohingegen es sich beim Turm um eine vom BMP-3 übernommene Ausführung handelt, die möglicherweise mittlerweile in China in Lizenz produziert wird. Die Feuerkraft ist mit der des BMP-3 vergleichbar. Die 100-mm-Kanone mit Autolader hat eine effektive Feuerreichweite von bis zu vier Kilometern. Diese Kanone kann auch Panzerabwehrlenkwaffen abfeuern, die meist von der sowjetischen 9M117--Rakete abgeleitet sind. Diese Lenkflugkörper sollen 600 mm dicken Panzerstahl hinter Reaktivpanzerplatten durchschlagen können. Die Trefferwahrscheinlichkeit liegt bei etwa 80 %. Die 30-mm-Maschinenkanone hat eine effektive Reichweite 1,5 bis 2,0 Kilometern. Zudem ist der ZBD-04 mit einem 7,62-mm-MG bestückt, das koaxial zur 100-mm-Kanone angeordnet ist.

## Varianten
- Typ 97 – Basisversion

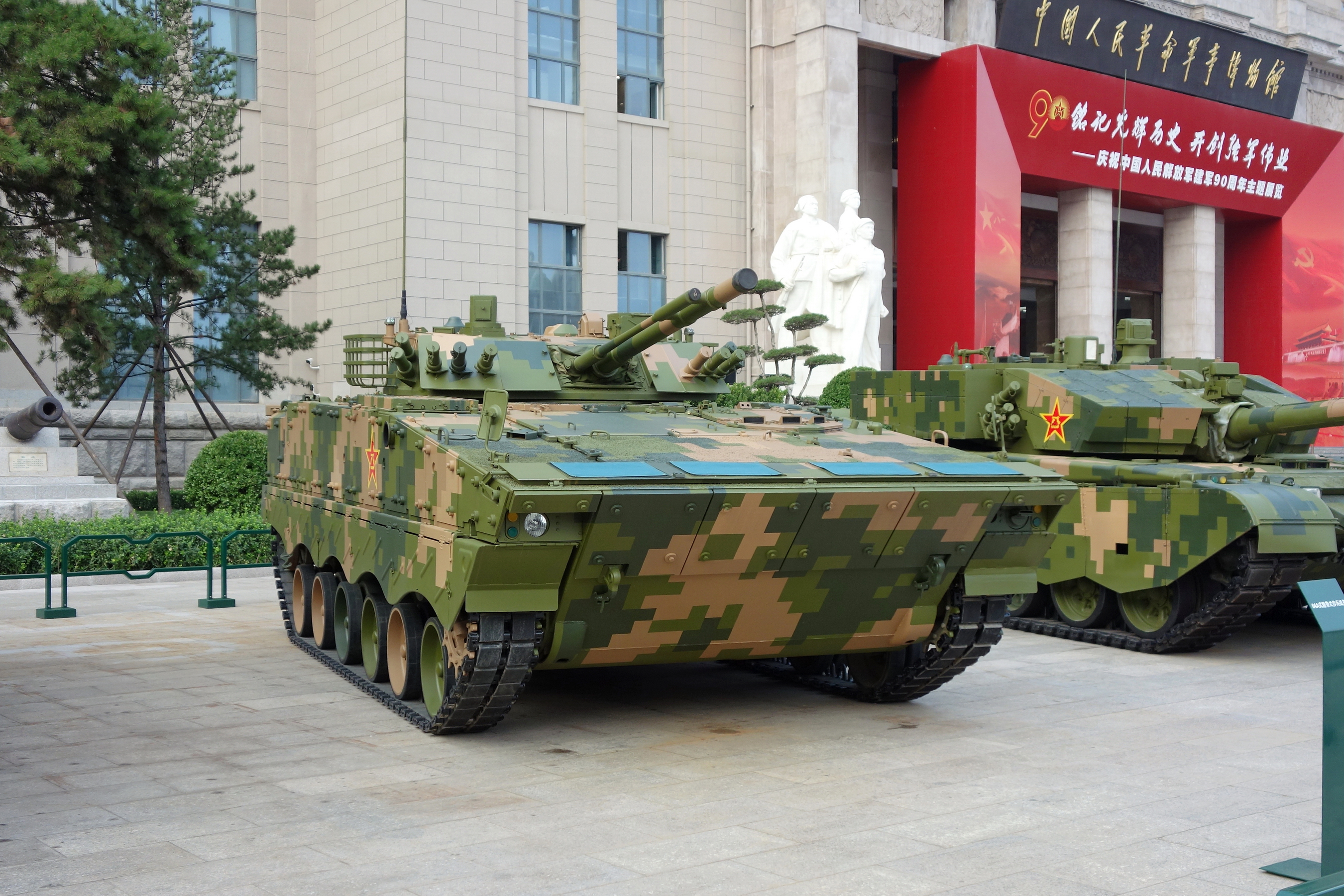
ZBD-04A

- Typ 97 C&C – Führungsfahrzeug mit verbesserter Kommunikationsausrüstung und ohne Turm
- Typ 97 AEV – Pionierpanzer auf verlängertem Typ-97-Chassis